# Copa América 2019/Spiele
Dieser Artikel umfasst die Spiele der Copa América 2019 mit allen statistischen Details. Die Kader der 12 beteiligten Nationalmannschaften finden sich unter Copa América 2019/Kader.

## Gruppenphase

### Gruppe A

#### Brasilien – Bolivien 3:0 (0:0)
| Brasilien                                                                 | Brasilien | Bolivien | Bolivien | Aufstellung                          |
| ------------------------------------------------------------------------- | --- | --- | -------- | ------------------------------------ |
| Brasilien                                                                 | \| 1. Spieltag \| \| 14. Juni 2019 um 21:30 Uhr (15. Juni 2019 um 02:30 Uhr MESZ) in São Paulo \| \| Zuschauer: 47.260 \| \| Schiedsrichter: Néstor Pitana ( Argentinien) \| \| Spielbericht \| | \| 1. Spieltag \| \| 14. Juni 2019 um 21:30 Uhr (15. Juni 2019 um 02:30 Uhr MESZ) in São Paulo \| \| Zuschauer: 47.260 \| \| Schiedsrichter: Néstor Pitana ( Argentinien) \| \| Spielbericht \| | Bolivien | Aufstellung Brasilien gegen Bolivien |
| Brasilien                                                                 | Alisson – Dani Alves , Thiago Silva, Marquinhos, Filipe Luís – Casemiro, Fernandinho, Philippe Coutinho – David Neres 81., Roberto Firmino 65., Richarlison 84. Reserve Gabriel Jesus 65., Everton 81., Willian 84., Cássio Ramos, João Miranda, Arthur, Alex Sandro, Éder Militão, Allan, Lucas Paquetá, Fagner Cheftrainer: Tite | Carlos Lampe – Marvin Bejarano , Erwin Saavedra 64., Luis Haquín – Alejandro Chumacero, Adrián Jusino, Fernando Saucedo 59., Diego Bejarano, Raúl Castro 75. – Leonel Justiniano – Marcelo Martins Reserve Diego Wayar 59., Leonardo Vaca 64., Ramiro Vaca 75., Javier Rojas, Rubén Cordano, Saúl Torres, Mario Cuéllar, Samuel Galindo, José María Carrasco, Paul Arano, Gilbert Álvarez, Roberto Fernández Cheftrainer: Eduardo Villegas | Bolivien | Aufstellung Brasilien gegen Bolivien |
| Brasilien                                                                 | 1:0 Philippe Coutinho (50., Handelfmeter) 2:0 Philippe Coutinho (53.) 3:0 Everton (85.) | | Bolivien | Aufstellung Brasilien gegen Bolivien |
| Brasilien                                                                 | Coutinho (65.) | Saucedo (20.) | Bolivien | Aufstellung Brasilien gegen Bolivien |
| Brasilien                                                                 | Spieler des Spiels: Philippe Coutinho (Brasilien) | | Bolivien | Aufstellung Brasilien gegen Bolivien |
| 1. Spieltag                                                               | | |          |                                      |
| 14. Juni 2019 um 21:30 Uhr (15. Juni 2019 um 02:30 Uhr MESZ) in São Paulo | | |          |                                      |
| Zuschauer: 47.260                                                         | | |          |                                      |
| Schiedsrichter: Néstor Pitana ( Argentinien)                              | | |          |                                      |
| Spielbericht                                                              | | |          |                                      |

#### Venezuela – Peru 0:0
| Venezuela                                                   | Venezuela | Peru | Peru | Aufstellung                      |
| ----------------------------------------------------------- | --- | --- | ---- | -------------------------------- |
| Venezuela                                                   | \| 1. Spieltag \| \| 15. Juni 2019 um 16:00 Uhr (21:00 Uhr MESZ) in Porto Alegre \| \| Zuschauer: 13.370 \| \| Schiedsrichter: Wilmar Roldán ( Kolumbien) \| \| Spielbericht \| | \| 1. Spieltag \| \| 15. Juni 2019 um 16:00 Uhr (21:00 Uhr MESZ) in Porto Alegre \| \| Zuschauer: 13.370 \| \| Schiedsrichter: Wilmar Roldán ( Kolumbien) \| \| Spielbericht \| | Peru | Aufstellung Venezuela gegen Peru |
| Venezuela                                                   | Wuilker Faríñez – Roberto Rosillo, Jhon Chancellor, Mikel Villanueva, Luis Mago – Júnior Moreno 78., Tomás Rincón , Yangel Herrera – Jhon Murillo 84., Jefferson Savarino 69. – Salomón Rondón Reserve Darwin Machís 69., Ronald Hernández 78., Yeferson Soteldo 84., Rafael Romo, Joel Graterol, Yordan Osorio, Fernando Aristeguieta, Juanpi, Luis Manuel Seijas, Josef Martínez, Arquímedes Figuera, Rolf Feltscher Cheftrainer: Rafael Dudamel | Pedro Gallese – Miguel Trauco, Luis Abram, Carlos Zambrano, Luis Advíncula – Yoshimar Yotún 67., Renato Tapia – Christofer Gonzáles 88., Christian Cueva 46., Jefferson Farfán – Paolo Guerrero Reserve Edison Flores 46., Andy Polo 67., André Carrillo 88., Carlos Cáceda, Patricio Álvarez, Aldo Corzo, Anderson Santamaría, Miguel Araujo, Josepmir Ballón, Raúl Ruidíaz, Jesús Pretell, Alexander Callens Cheftrainer: Ricardo Gareca ( Argentinien) | Peru | Aufstellung Venezuela gegen Peru |
| Venezuela                                                   | Mago (6.), Herrera (82.) | Tapia (26.), Carrillo (90.+3') | Peru | Aufstellung Venezuela gegen Peru |
| Venezuela                                                   | Mago (75.) | | Peru | Aufstellung Venezuela gegen Peru |
| Venezuela                                                   | Spieler des Spiels: Paolo Guerrero (Peru) | | Peru | Aufstellung Venezuela gegen Peru |
| 1. Spieltag                                                 | | |      |                                  |
| 15. Juni 2019 um 16:00 Uhr (21:00 Uhr MESZ) in Porto Alegre | | |      |                                  |
| Zuschauer: 13.370                                           | | |      |                                  |
| Schiedsrichter: Wilmar Roldán ( Kolumbien)                  | | |      |                                  |
| Spielbericht                                                | | |      |                                  |

#### Bolivien – Peru 1:3 (1:1)
| Bolivien                                                      | Bolivien | Peru | Peru | Aufstellung                     |
| ------------------------------------------------------------- | --- | --- | ---- | ------------------------------- |
| Bolivien                                                      | \| 2. Spieltag \| \| 18. Juni 2019 um 18:30 Uhr (23:30 Uhr MESZ) in Rio de Janeiro \| \| Zuschauer: 26.346 \| \| Schiedsrichter: Roddy Zambrano ( Ecuador) \| \| Spielbericht \| | \| 2. Spieltag \| \| 18. Juni 2019 um 18:30 Uhr (23:30 Uhr MESZ) in Rio de Janeiro \| \| Zuschauer: 26.346 \| \| Schiedsrichter: Roddy Zambrano ( Ecuador) \| \| Spielbericht \| | Peru | Aufstellung Bolivien gegen Peru |
| Bolivien                                                      | Carlos Lampe – Diego Bejarano , Luis Haquín, Adrián Jusino, Marvin Bejarano – Erwin Saavedra 73., Leonel Justiniano, Fernando Saucedo 71., Alejandro Chumacero – Raúl Castro 80. – Marcelo Moreno Reserve Javier Rojas, Rubén Cordano, Saúl Torres, Mario Cuéllar, Samuel Galindo, Leonardo Vaca 73., José María Carrasco, Paul Arano, Diego Wayar, Gilbert Álvarez 80., Ramiro Vaca, Roberto Fernández 71. Cheftrainer: Eduardo Villegas | Pedro Gallese – Luis Advíncula, Carlos Zambrano 85., Luis Abram, Miguel Trauco – Renato Tapia, Yoshimar Yotún – Jefferson Farfán, Christian Cueva 79., Andy Polo – Paolo Guerrero 90+3. Reserve Carlos Cáceda, Patricio Álvarez, Aldo Corzo, Anderson Santamaría, Miguel Araujo 85., Josepmir Ballón, Raúl Ruidíaz, Jesús Pretell, André Carrillo, Edison Flores 79., Alexander Callens, Christofer Gonzáles 90+3. Cheftrainer: Ricardo Gareca ( Argentinien) | Peru | Aufstellung Bolivien gegen Peru |
| Bolivien                                                      | 1:0 Moreno (28., Elfmeter) | 1:1 Guerrero (45.) 1:2 Farfán (55.) 1:3 Flores (90.+6') | Peru | Aufstellung Bolivien gegen Peru |
| Bolivien                                                      | Chumacero (30.), Fernández (72.), Haquin (82.), | Zambrano (27.), Guerrero (42.) | Peru | Aufstellung Bolivien gegen Peru |
| Bolivien                                                      | Spieler des Spiels: Paolo Guerrero | | Peru | Aufstellung Bolivien gegen Peru |
| 2. Spieltag                                                   | | |      |                                 |
| 18. Juni 2019 um 18:30 Uhr (23:30 Uhr MESZ) in Rio de Janeiro | | |      |                                 |
| Zuschauer: 26.346                                             | | |      |                                 |
| Schiedsrichter: Roddy Zambrano ( Ecuador)                     | | |      |                                 |
| Spielbericht                                                  | | |      |                                 |

#### Brasilien – Venezuela 0:0
| Brasilien                                                                | Brasilien | Venezuela | Venezuela | Aufstellung                           |
| ------------------------------------------------------------------------ | --- | --- | --------- | ------------------------------------- |
| Brasilien                                                                | \| 2. Spieltag \| \| 18. Juni 2019 um 21:30 Uhr (19. Juni 2019 um 02:30 Uhr MESZ) in Salvador \| \| Zuschauer: 42.587 \| \| Schiedsrichter: Julio Bascuñán ( Chile) \| \| Spielbericht \| | \| 2. Spieltag \| \| 18. Juni 2019 um 21:30 Uhr (19. Juni 2019 um 02:30 Uhr MESZ) in Salvador \| \| Zuschauer: 42.587 \| \| Schiedsrichter: Julio Bascuñán ( Chile) \| \| Spielbericht \| | Venezuela | Aufstellung Brasilien gegen Venezuela |
| Brasilien                                                                | Alisson – Dani Alves , Marquinhos, Thiago Silva, Filipe Luís – Arthur, Casemiro 57. – Richarlison 46., Philippe Coutinho, David Neres 72. – Roberto Firmino Reserve Ederson, Cássio Ramos, João Miranda, Gabriel Jesus 46., Willian, Alex Sandro, Éder Militão, Allan, Lucas Paquetá, Fernandinho 57., Everton 72., Fagner Cheftrainer: Tite | Wuilker Faríñez – Roberto Rosales, Yordan Osorio, Mikel Villanueva, Ronald Hernández – Júnior Moreno – Darwin Machís 76., Yangel Herrera 66., Tomás Rincón , Jhon Murillo – Salomón Rondón 85. Reserve Rafael Romo, Joel Graterol, Jhon Chancellor, Fernando Aristeguieta, Jefferson Savarino, Juanpi, Luis Manuel Seijas, Josef Martínez 85., Yeferson Soteldo 66., Arquímedes Figuera 76., Rolf Feltscher Cheftrainer: Rafael Dudamel | Venezuela | Aufstellung Brasilien gegen Venezuela |
| Brasilien                                                                | Casemiro (41.) | Murillo (37.), Figuera (90.+1) | Venezuela | Aufstellung Brasilien gegen Venezuela |
| Brasilien                                                                | Spieler des Spiels: Philippe Coutinho | | Venezuela | Aufstellung Brasilien gegen Venezuela |
| 2. Spieltag                                                              | | |           |                                       |
| 18. Juni 2019 um 21:30 Uhr (19. Juni 2019 um 02:30 Uhr MESZ) in Salvador | | |           |                                       |
| Zuschauer: 42.587                                                        | | |           |                                       |
| Schiedsrichter: Julio Bascuñán ( Chile)                                  | | |           |                                       |
| Spielbericht                                                             | | |           |                                       |

#### Peru – Brasilien 0:5 (0:3)
| Peru                                                     | Peru | Brasilien | Brasilien | Aufstellung                      |
| -------------------------------------------------------- | --- | --- | --------- | -------------------------------- |
| Peru                                                     | \| 3. Spieltag \| \| 22. Juni 2019 um 16:00 Uhr (21:00 Uhr MESZ) in São Paulo \| \| Zuschauer: 42.317 \| \| Schiedsrichter: Fernando Rapallini ( Argentinien) \| \| Spielbericht \| | \| 3. Spieltag \| \| 22. Juni 2019 um 16:00 Uhr (21:00 Uhr MESZ) in São Paulo \| \| Zuschauer: 42.317 \| \| Schiedsrichter: Fernando Rapallini ( Argentinien) \| \| Spielbericht \| | Brasilien | Aufstellung Peru gegen Brasilien |
| Peru                                                     | Pedro Gallese – Luis Advíncula, Miguel Araújo, Luis Abram, Miguel Trauco – Renato Tapia, Yoshimar Yotún 46. – Andy Polo, Jefferson Farfán, Christian Cueva 66. – Paolo Guerrero 54. Reserve Edison Flores 46., Christofer Gonzáles 54., Josepmir Ballón 66., Carlos Cáceda, Patricio Álvarez, Aldo Corzo, Anderson Santamaría, Raúl Ruidíaz, Carlos Zambrano, Jesús Pretell, André Carrillo, Alexander Callens Cheftrainer: Ricardo Gareca ( Argentinien) | Alisson – Dani Alves , Marquinhos, Thiago Silva, Filipe Luís 56. – Arthur, Casemiro 69. – Gabriel Jesus, Philippe Coutinho 76., Everton – Roberto Firmino Reserve Alex Sandro 56., Allan 69., Willian 76., Ederson, Cássio Ramos, João Miranda, David Neres, Éder Militão, Lucas Paquetá, Richarlison, Fagner Cheftrainer: Tite | Brasilien | Aufstellung Peru gegen Brasilien |
| Peru                                                     | 0:1 Casemiro (12.) 0:2 Firmino (19.) 0:3 Everton (32.) 0:4 Alves (53.) 0:5 Willian (90.) | | Brasilien | Aufstellung Peru gegen Brasilien |
| Peru                                                     | Yotún (15.), Advíncula (80.) | Casemiro (9.), Thiago Silva (77.) | Brasilien | Aufstellung Peru gegen Brasilien |
| Peru                                                     | Spieler des Spiels: Everton | | Brasilien | Aufstellung Peru gegen Brasilien |
| 3. Spieltag                                              | | |           |                                  |
| 22. Juni 2019 um 16:00 Uhr (21:00 Uhr MESZ) in São Paulo | | |           |                                  |
| Zuschauer: 42.317                                        | | |           |                                  |
| Schiedsrichter: Fernando Rapallini ( Argentinien)        | | |           |                                  |
| Spielbericht                                             | | |           |                                  |

#### Bolivien – Venezuela 1:3 (0:1)
| Bolivien                                                                       | Bolivien | Venezuela | Venezuela | Aufstellung                          |
| ------------------------------------------------------------------------------ | --- | --- | --------- | ------------------------------------ |
| Bolivien                                                                       | \| 3. Spieltag \| \| 22. Juni 2019 um 16:00 Uhr (22. Juni 2019 um 21:00 Uhr MESZ) in Belo Horizonte \| \| Zuschauer: 8.091 \| \| Schiedsrichter: Esteban Ostojich ( Uruguay) \| \| Spielbericht \| | \| 3. Spieltag \| \| 22. Juni 2019 um 16:00 Uhr (22. Juni 2019 um 21:00 Uhr MESZ) in Belo Horizonte \| \| Zuschauer: 8.091 \| \| Schiedsrichter: Esteban Ostojich ( Uruguay) \| \| Spielbericht \| | Venezuela | Aufstellung Bolivien gegen Venezuela |
| Bolivien                                                                       | Carlos Lampe – Diego Bejarano, Luis Haquín, Adrián Jusino, Marvin Bejarano 71. – Leonel Justiniano, Fernando Saucedo – Leonardo Vaca 54., Ramiro Vaca, Paul Arano – Marcelo Moreno 77. Reserve Raúl Castro 34., Roberto Fernández 71., Gilbert Álvarez 77., Javier Rojas, Rubén Cordano, Saúl Torres, Alejandro Chumacero, Mario Cuéllar, Erwin Saavedra, Samuel Galindo, José María Carrasco, Diego Wayar Cheftrainer: Hernán Darío Gómez ( Kolumbien) | Wuilker Faríñez – Ronald Hernández, Jhon Chancellor, Luis Mago, Roberto Rosales – Júnior Moreno – Darwin Machís 71., Tomás Rincón , Juanpi 58., Jefferson Savarino – Salomón Rondón 85. Reserve Yeferson Soteldo 58., Josef Martínez 71., Jhon Murillo 85., Rafael Romo, Joel Graterol, Yordan Osorio, Yangel Herrera, Fernando Aristeguieta, Luis Manuel Seijas, Rolf Feltscher Cheftrainer: Hajime Moriyasu | Venezuela | Aufstellung Bolivien gegen Venezuela |
| Bolivien                                                                       | 1:2 Justiniano (82.) | 0:1 Machís (2.) 0:2 Machís (55.) 1:3 Martínez (86.) | Venezuela | Aufstellung Bolivien gegen Venezuela |
| Bolivien                                                                       | Justiniano (5.), Raúl Castro (62.) | | Venezuela | Aufstellung Bolivien gegen Venezuela |
| Bolivien                                                                       | Spieler des Spiels: Darwin Machís | | Venezuela | Aufstellung Bolivien gegen Venezuela |
| 3. Spieltag                                                                    | | |           |                                      |
| 22. Juni 2019 um 16:00 Uhr (22. Juni 2019 um 21:00 Uhr MESZ) in Belo Horizonte | | |           |                                      |
| Zuschauer: 8.091                                                               | | |           |                                      |
| Schiedsrichter: Esteban Ostojich ( Uruguay)                                    | | |           |                                      |
| Spielbericht                                                                   | | |           |                                      |

### Gruppe B

#### Argentinien – Kolumbien 0:2 (0:0)
| Argentinien                                                              | Argentinien | Kolumbien | Kolumbien | Aufstellung                             |
| ------------------------------------------------------------------------ | --- | --- | --------- | --------------------------------------- |
| Argentinien                                                              | \| 1. Spieltag \| \| 15. Juni 2019 um 19:00 Uhr (16. Juni 2019 um 00:00 Uhr MESZ) in Salvador \| \| Zuschauer: 35.572 \| \| Schiedsrichter: Roberto Tobar ( Chile) \| \| Spielbericht \| | \| 1. Spieltag \| \| 15. Juni 2019 um 19:00 Uhr (16. Juni 2019 um 00:00 Uhr MESZ) in Salvador \| \| Zuschauer: 35.572 \| \| Schiedsrichter: Roberto Tobar ( Chile) \| \| Spielbericht \| | Kolumbien | Aufstellung Argentinien gegen Kolumbien |
| Argentinien                                                              | Franco Armani – Renzo Saravia, Germán Pezzella, Nicolás Otamendi, Nicolás Tagliafico – Giovani Lo Celso, Guido Rodríguez 67., Leandro Paredes – Lionel Messi , Sergio Agüero 79., Ángel Di María 46. Reserve Rodrigo de Paul 46., Guido Pizarro 67., Matías Suárez 79., Juan Musso, Agustín Marchesín, Juan Foyth, Roberto Pereyra, Marcos Acuña, Ramiro Funes Mori, Milton Casco, Paulo Dybala, Lautaro Martínez Cheftrainer: Lionel Scaloni | David Ospina – William Tesillo, Davinson Sánchez, Yerry Mina, Stefan Medina – Mateus Uribe, Wílmar Barrios, Juan Cuadrado 64. – Luis Muriel 12., Radamel Falcao 81., James Rodríguez Reserve Roger Martínez 12., Jefferson Lerma 64., Duván Zapata 81., Álvaro Montero, Camilo Vargas, Cristian Zapata, Santiago Arias, Edwin Cardona, Luis Fernando Díaz, Cristian Borja, Gustavo Cuéllar, Jhon Lucumí Cheftrainer: Carlos Queiroz ( Portugal) | Kolumbien | Aufstellung Argentinien gegen Kolumbien |
| Argentinien                                                              | 0:1 Martínez (71.) 0:2 Zapata (86.) | | Kolumbien | Aufstellung Argentinien gegen Kolumbien |
| Argentinien                                                              | G. Rodríguez (42.), Saravia (52.), Paredes (55.) | Falcao (19.), Cuadrado (60.), Zapata (87.), Lerma (90.+4') | Kolumbien | Aufstellung Argentinien gegen Kolumbien |
| Argentinien                                                              | Spieler des Spiels: Roger Martínez ( Kolumbien) | | Kolumbien | Aufstellung Argentinien gegen Kolumbien |
| 1. Spieltag                                                              | | |           |                                         |
| 15. Juni 2019 um 19:00 Uhr (16. Juni 2019 um 00:00 Uhr MESZ) in Salvador | | |           |                                         |
| Zuschauer: 35.572                                                        | | |           |                                         |
| Schiedsrichter: Roberto Tobar ( Chile)                                   | | |           |                                         |
| Spielbericht                                                             | | |           |                                         |

#### Paraguay – Katar 2:2 (1:0)
| Paraguay                                                      | Paraguay | Katar | Katar | Aufstellung                      |
| ------------------------------------------------------------- | --- | --- | ----- | -------------------------------- |
| Paraguay                                                      | \| 1. Spieltag \| \| 16. Juni 2019 um 16:00 Uhr (21:00 Uhr MESZ) in Rio de Janeiro \| \| Zuschauer: 19.196 \| \| Schiedsrichter: Diego Haro ( Peru) \| \| Spielbericht \| | \| 1. Spieltag \| \| 16. Juni 2019 um 16:00 Uhr (21:00 Uhr MESZ) in Rio de Janeiro \| \| Zuschauer: 19.196 \| \| Schiedsrichter: Diego Haro ( Peru) \| \| Spielbericht \| | Katar | Aufstellung Paraguay gegen Katar |
| Paraguay                                                      | R. Fernández – Bruno Valdez, Fabián Balbuena, Júnior Alonso, Santiago Arzamendia – Celso Ortiz, Rodrigo Rojas 76. – Hernán Perez 46., Miguel Almirón, Cecilio Domínguez 83. – Óscar Cardozo Reserve Derlis Gonzáles 46., Richard Sánchez 76., Juan Iturbe 83., Antony Silva, Alfredo Aguilar, Iván Piris, Juan Escobar, Federico Santander, Iván Torres, Matías Rojas, Óscar Romero Cheftrainer: Eduardo Berizzo ( Argentinien) | Saad al-Sheeb – Abdelkarim Hassan, Tarek Salman, Bassam al-Rawi, Ró-Ró – Akram Afif, Boualem Khoukhi, Assim Madibo, Hassan al-Haydos – Abdulaziz Hatem 88. – Almoez Abdulla Reserve Karim Boudiaf 88., Mohammed al-Bakri, Yousef Hassan, Almahdi Ali Mukhtar, Ahmed Alaaeldin, Hamid Ismail, Abdullah al-Ahrak, Tameem al-Muhaza, Salem al-Hajri, Ahmed Moein, Ahmed Fatehi, Ali Afif Cheftrainer: Félix Sánchez ( Spanien) | Katar | Aufstellung Paraguay gegen Katar |
| Paraguay                                                      | 1:0 Óscar Cardozo (4., Handelfmeter) 2:0 Derliz Gonzáles (56.) | 2:1 Almoez Abdulla (68.) 2:2 Rodrigo Rojas (77., Eigentor) | Katar | Aufstellung Paraguay gegen Katar |
| Paraguay                                                      | Hernán Perez (40.), Balbuena (80.) | Madabo (11.), Salman (26.), A. Hassan (61.), Khoukhi (71.) | Katar | Aufstellung Paraguay gegen Katar |
| Paraguay                                                      | Spieler des Spiels: R. Fernández | | Katar | Aufstellung Paraguay gegen Katar |
| 1. Spieltag                                                   | | |       |                                  |
| 16. Juni 2019 um 16:00 Uhr (21:00 Uhr MESZ) in Rio de Janeiro | | |       |                                  |
| Zuschauer: 19.196                                             | | |       |                                  |
| Schiedsrichter: Diego Haro ( Peru)                            | | |       |                                  |
| Spielbericht                                                  | | |       |                                  |

#### Kolumbien – Katar 1:0 (0:0)
| Kolumbien                                                | Kolumbien | Katar | Katar | Aufstellung                       |
| -------------------------------------------------------- | --- | --- | ----- | --------------------------------- |
| Kolumbien                                                | \| 2. Spieltag \| \| 19. Juni 2019 um 18:30 Uhr (23:30 Uhr MESZ) in São Paulo \| \| Zuschauer: 22.079 \| \| Schiedsrichter: Alexis Herrera ( Venezuela) \| \| Spielbericht \| | \| 2. Spieltag \| \| 19. Juni 2019 um 18:30 Uhr (23:30 Uhr MESZ) in São Paulo \| \| Zuschauer: 22.079 \| \| Schiedsrichter: Alexis Herrera ( Venezuela) \| \| Spielbericht \| | Katar | Aufstellung Kolumbien gegen Katar |
| Kolumbien                                                | David Ospina – Stefan Medina 46., Yerry Mina, Davinson Sánchez, William Tesillo – Juan Cuadrado 64., Wílmar Barrios, Mateus Uribe – James Rodríguez , Duván Zapata, Roger Martínez 75. Reserve Álvaro Montero, Camilo Vargas, Cristian Zapata, Santiago Arias 46., Edwin Cardona, Radamel Falcao 64., Luis Fernando Díaz 75., Jefferson Lerma, Cristian Borja, Gustavo Cuéllar, Jhon Lucumí Cheftrainer: Carlos Queiroz ( Portugal) | Saad al-Sheeb – Ró-Ró, Bassam al-Rawi, Tarek Salman, Abdelkarim Hassan – Hassan al-Haydos 84., Boualem Khoukhi, Assim Madibo, Akram Afif – Abdulaziz Hatem 66., – Almoez Abdulla Reserve Mohammed al-Bakri, Yousef Hassan, Almahdi Ali Mukhtar, Ahmed Alaaeldin, Hamid Ismail, Karim Boudiaf 66., Tameem al-Muhaza, Salem al-Hajri, Ahmed Moein 84., Ahmed Fatehi, Ali Afif Cheftrainer: Félix Sánchez ( Spanien) | Katar | Aufstellung Kolumbien gegen Katar |
| Kolumbien                                                | 1:0 Zapata (86.) | | Katar | Aufstellung Kolumbien gegen Katar |
| Kolumbien                                                | Uribe (73.) | Madibo (44.), Abdelkarim Hassan (57.), Ró-Ró (73.), Akram Afif (83.) | Katar | Aufstellung Kolumbien gegen Katar |
| Kolumbien                                                | Spieler des Spiels: James Rodríguez | | Katar | Aufstellung Kolumbien gegen Katar |
| 2. Spieltag                                              | | |       |                                   |
| 19. Juni 2019 um 18:30 Uhr (23:30 Uhr MESZ) in São Paulo | | |       |                                   |
| Zuschauer: 22.079                                        | | |       |                                   |
| Schiedsrichter: Alexis Herrera ( Venezuela)              | | |       |                                   |
| Spielbericht                                             | | |       |                                   |

#### Argentinien – Paraguay 1:1 (0:1)
| Argentinien                                                                    | Argentinien | Paraguay | Paraguay | Aufstellung                            |
| ------------------------------------------------------------------------------ | --- | --- | -------- | -------------------------------------- |
| Argentinien                                                                    | \| 2. Spieltag \| \| 19. Juni 2019 um 21:30 Uhr (20. Juni 2019 um 02:30 Uhr MESZ) in Belo Horizonte \| \| Zuschauer: 35.265 \| \| Schiedsrichter: Wilton Sampaio ( Brasilien) \| \| Spielbericht \| | \| 2. Spieltag \| \| 19. Juni 2019 um 21:30 Uhr (20. Juni 2019 um 02:30 Uhr MESZ) in Belo Horizonte \| \| Zuschauer: 35.265 \| \| Schiedsrichter: Wilton Sampaio ( Brasilien) \| \| Spielbericht \| | Paraguay | Aufstellung Argentinien gegen Paraguay |
| Argentinien                                                                    | Franco Armani – Milton Casco, Germán Pezzella, Nicolás Otamendi, Nicolás Tagliafico – Roberto Pereyra 46., Giovani Lo Celso, Leandro Paredes, Rodrigo de Paul 87. – Lionel Messi, Lautaro Martínez 67. Reserve Sergio Agüero 46., Ángel Di María 67., Matías Suárez 87., Juan Musso, Agustín Marchesín, Juan Foyth, Renzo Saravia, Marcos Acuña, Ramiro Funes Mori, Guido Pizarro, Guido Rodríguez, Paulo Dybala Cheftrainer: Lionel Scaloni | R. Fernández – Iván Piris, Gustavo Gómez, Júnior Alonso, Santiago Arzamendia – Derlis Gonzáles 90., Richard Sánchez, Rodrigo Rojas, Matías Rojas – Almirón 87. – Federico Santander 72. Reserve Óscar Romero 72., Celso Ortiz 87., Juan Escobar 90., Antony Silva, Alfredo Aguilar, Fabián Balbuena, Bruno Valdez, Óscar Cardozo, Juan Iturbe, Iván Torres, Hernán Perez, Cecilio Domínguez Cheftrainer: Eduardo Berizzo ( Argentinien) | Paraguay | Aufstellung Argentinien gegen Paraguay |
| Argentinien                                                                    | 1:1 Messi (57., Elfmeter) | 0:1 R. Sánchez (37.) | Paraguay | Aufstellung Argentinien gegen Paraguay |
| Argentinien                                                                    | Armani (45.), Tagliafico (80.), Otamendi (83.) | Gómez (32.), R. Rojas (43.), Piris (55.) | Paraguay | Aufstellung Argentinien gegen Paraguay |
| Argentinien                                                                    | Spieler des Spiels: R. Fernández | | Paraguay | Aufstellung Argentinien gegen Paraguay |
| 2. Spieltag                                                                    | | |          |                                        |
| 19. Juni 2019 um 21:30 Uhr (20. Juni 2019 um 02:30 Uhr MESZ) in Belo Horizonte | | |          |                                        |
| Zuschauer: 35.265                                                              | | |          |                                        |
| Schiedsrichter: Wilton Sampaio ( Brasilien)                                    | | |          |                                        |
| Spielbericht                                                                   | | |          |                                        |

#### Katar – Argentinien 0:2 (0:1)
| Katar                                                       | Katar | Argentinien | Argentinien |
| ----------------------------------------------------------- | --- | --- | ----------- |
| Katar                                                       | \| 3. Spieltag \| \| 23. Juni 2019 um 16:00 Uhr (21:00 Uhr MESZ) in Porto Alegre \| \| Zuschauer: 41.390 \| \| Schiedsrichter: Julio Bascuñán ( Chile) \| \| Spielbericht \| | \| 3. Spieltag \| \| 23. Juni 2019 um 16:00 Uhr (21:00 Uhr MESZ) in Porto Alegre \| \| Zuschauer: 41.390 \| \| Schiedsrichter: Julio Bascuñán ( Chile) \| \| Spielbericht \| | Argentinien |
| Katar                                                       | Saad al-Sheeb – Ró-Ró 84., Bassam al-Rawi, Boualem Khoukhi, Salem al-Hajri 76., Tarek Salman – Hassan al-Haydos , Karim Boudiaf, Abdulaziz Hatem – Almoez Abdulla, Akram Afif Reserve Abdullah al-Ahrak 76., Hamid Ismail 84., Mohammed al-Bakri, Yousef Hassan, Almahdi Ali Mukhtar, Ahmed Alaaeldin, Tameem al-Muhaza, Ahmed Fatehi, Ali Afif, Ahmed Moein Cheftrainer: Félix Sánchez ( Spanien) | Franco Armani – Renzo Saravia, Juan Foyth 84., Nicolás Otamendi, Nicolás Tagliafico – Rodrigo de Paul, Leandro Paredes, Giovani Lo Celso 54. – Lionel Messi , Lautaro Martínez 75., Sergio Agüero Reserve Marcos Acuña 54., Paulo Dybala 75., Germán Pezzella 84., Juan Musso, Agustín Marchesín, Roberto Pereyra, Ángel Di María, Ramiro Funes Mori, Milton Casco, Guido Pizarro, Guido Rodríguez, Matías Suárez Cheftrainer: Lionel Scaloni | Argentinien |
| Katar                                                       | 0:1 L. Martínez (4.) 0:2 Agüero (82.) | | Argentinien |
| Katar                                                       | Almoez Abdulla (50.), Karim Boudiaf (74.), Abdullah al-Ahrak (88.) | Lo Celso (41.), Foyth (44.) | Argentinien |
| Katar                                                       | Spieler des Spiels: Lionel Messi | | Argentinien |
| 3. Spieltag                                                 | | |             |
| 23. Juni 2019 um 16:00 Uhr (21:00 Uhr MESZ) in Porto Alegre | | |             |
| Zuschauer: 41.390                                           | | |             |
| Schiedsrichter: Julio Bascuñán ( Chile)                     | | |             |
| Spielbericht                                                | | |             |

#### Kolumbien – Paraguay 1:0 (1:0)
| Kolumbien                                               | Kolumbien | Paraguay | Paraguay |
| ------------------------------------------------------- | --- | --- | -------- |
| Kolumbien                                               | \| 3. Spieltag \| \| 23. Juni 2019 um 16:00 Uhr (21:00 Uhr MESZ) in Salvador \| \| Zuschauer: 13.903 \| \| Schiedsrichter: Víctor Carrillo ( Peru) \| \| Spielbericht \| | \| 3. Spieltag \| \| 23. Juni 2019 um 16:00 Uhr (21:00 Uhr MESZ) in Salvador \| \| Zuschauer: 13.903 \| \| Schiedsrichter: Víctor Carrillo ( Peru) \| \| Spielbericht \| | Paraguay |
| Kolumbien                                               | Álvaro Montero – Santiago Arias, Cristian Zapata, Jhon Lucumí, Cristian Borja – Jefferson Lerma, Gustavo Cuéllar, Edwin Cardona 57. – Juan Cuadrado 84., Radamel Falcao 65., Luis Fernando Díaz Reserve James Rodríguez 57., Duván Zapata 65., Wílmar Barrios 84., Camilo Vargas, Stefan Medina, William Tesillo, Yerry Mina, Mateus Uribe, Roger Martínez, Davinson Sánchez Cheftrainer: Carlos Queiroz ( Portugal) | R. Fernández – Iván Piris, Gustavo Gómez, Júnior Alonso, Santiago Arzamendia – Derlis Gonzáles 81., Richard Sánchez, Rodrigo Rojas 62., Matías Rojas 46. – Almirón – Óscar Cardozo Reserve Cecilio Domínguez 72., Juan Iturbe 62., Óscar Romero 81., Antony Silva, Alfredo Aguilar, Juan Escobar, Fabián Balbuena, Bruno Valdez, Federico Santander, Iván Torres, Celso Ortiz, Hernán Perez Cheftrainer: Eduardo Berizzo ( Argentinien) | Paraguay |
| Kolumbien                                               | 1:0 Cuéllar (31.) | | Paraguay |
| Kolumbien                                               | Borja (29.), Lucumí (41.) | Arzamendia (48.) | Paraguay |
| Kolumbien                                               | Spieler des Spiels: R. Fernández | | Paraguay |
| 3. Spieltag                                             | | |          |
| 23. Juni 2019 um 16:00 Uhr (21:00 Uhr MESZ) in Salvador | | |          |
| Zuschauer: 13.903                                       | | |          |
| Schiedsrichter: Víctor Carrillo ( Peru)                 | | |          |
| Spielbericht                                            | | |          |

### Gruppe C

#### Uruguay – Ecuador 4:0 (3:0)
| Uruguay                                                                        | Uruguay | Ecuador | Ecuador | Aufstellung                       |
| ------------------------------------------------------------------------------ | --- | --- | ------- | --------------------------------- |
| Uruguay                                                                        | \| 1. Spieltag \| \| 16. Juni 2019 um 19:00 Uhr (17. Juni 2019 um 00:00 Uhr MESZ) in Belo Horizonte \| \| Zuschauer: 13.611 \| \| Schiedsrichter: Anderson Daronco ( Brasilien) \| \| Spielbericht \| | \| 1. Spieltag \| \| 16. Juni 2019 um 19:00 Uhr (17. Juni 2019 um 00:00 Uhr MESZ) in Belo Horizonte \| \| Zuschauer: 13.611 \| \| Schiedsrichter: Anderson Daronco ( Brasilien) \| \| Spielbericht \| | Ecuador | Aufstellung Uruguay gegen Ecuador |
| Uruguay                                                                        | Fernando Muslera – Martín Cáceres, Diego Godín , José Giménez, Diego Laxalt – Nahitan Nández 64., Matías Vecino 81., Rodrigo Bentancur, Nicolás Lodeiro 75. – Luis Suárez, Edinson Cavani Reserve Gastón Pereiro 64., Lucas Torreira 75., Federico Valverde 81., Martín Campaña, Martín Silva, Giovanni González, Giorgian De Arrascaeta, Cristhian Stuani, Marcelo Saracchi, Maximiliano Gómez, Sebastián Coates, Jonathan Rodríguez Cheftrainer: Óscar Tabárez | Alexander Domínguez – José Quintero, Arturo Mina, Gabriel Achilier , Beder Caicedo – Jefferson Orejuela, Jefferson Intriago, Ángel Mena 29. – Antonio Valencia, Enner Valencia, Ayrton Preciado 46. Reserve Pedro Pablo Velasco 29., Romario Ibarra 46., Máximo Banguera, Pedro Ortíz, Robert Arboleda, Renato Ibarra, Cristian Ramírez, Carlos Gruezo, Carlos Garcés, Xavier Arreaga, Andrés Chicaiza, Jhegson Méndez Cheftrainer: Hernán Darío Gómez ( Kolumbien) | Ecuador | Aufstellung Uruguay gegen Ecuador |
| Uruguay                                                                        | 1:0 Lodeiro (6.) 2:0 Cavani (33.) 3:0 Suárez (47.) 4:0 Mina (78., Eigentor) | | Ecuador | Aufstellung Uruguay gegen Ecuador |
| Uruguay                                                                        | Lodeiro (14.), Giménez (63.) | | Ecuador | Aufstellung Uruguay gegen Ecuador |
| Uruguay                                                                        | Quintero (24.) | | Ecuador | Aufstellung Uruguay gegen Ecuador |
| Uruguay                                                                        | Spieler des Spiels: Edinson Cavani | | Ecuador | Aufstellung Uruguay gegen Ecuador |
| 1. Spieltag                                                                    | | |         |                                   |
| 16. Juni 2019 um 19:00 Uhr (17. Juni 2019 um 00:00 Uhr MESZ) in Belo Horizonte | | |         |                                   |
| Zuschauer: 13.611                                                              | | |         |                                   |
| Schiedsrichter: Anderson Daronco ( Brasilien)                                  | | |         |                                   |
| Spielbericht                                                                   | | |         |                                   |

#### Japan – Chile 0:4 (0:1)
| Japan                                                                     | Japan | Chile | Chile | Aufstellung                   |
| ------------------------------------------------------------------------- | --- | --- | ----- | ----------------------------- |
| Japan                                                                     | \| 1. Spieltag \| \| 17. Juni 2019 um 20:00 Uhr (18. Juni 2019 um 01:00 Uhr MESZ) in São Paulo \| \| Zuschauer: 23.253 \| \| Schiedsrichter: Mario Díaz de Vivar ( Paraguay) \| \| Spielbericht \| | \| 1. Spieltag \| \| 17. Juni 2019 um 20:00 Uhr (18. Juni 2019 um 01:00 Uhr MESZ) in São Paulo \| \| Zuschauer: 23.253 \| \| Schiedsrichter: Mario Díaz de Vivar ( Paraguay) \| \| Spielbericht \| | Chile | Aufstellung Japan gegen Chile |
| Japan                                                                     | Keisuke Ōsako – Teruki Hara, Naomichi Ueda, Takehiro Tomiyasu, Daiki Sugioka – Daizen Maeda 66., Gaku Shibasaki , Yūta Nakayama, Shōya Nakajima 66. – Takefusa Kubo, Ayase Ueda 79. Reserve Hiroki Abe 66., Kōji Miyoshi 66., Shinji Okazaki 79., Eiji Kawashima, Ryōsuke Kojima, Kō Itakura, Kōta Watanabe, Tatsuya Itō, Daiki Suga, Taishi Matsumoto, Tomoki Iwata, Yūgo Tatsuta Cheftrainer: Hajime Moriyasu | Gabriel Arias – Jean Beausejour, Guillermo Maripán, Gary Medel , Mauricio Isla – Arturo Vidal 78., Erick Pulgar, Charles Aránguiz – Alexis Sánchez 87., Eduardo Vargas, José Pedro Fuenzalida 80. Reserve Pablo Hernández 78., Óscar Opazo 80., Junior Fernándes 87., Yerko Urra, Brayan Cortés, Igor Lichnovsky, Paulo Díaz, Nicolás Castillo, Diego Valdés, Esteban Pavez, Gonzalo Jara, Ángelo Sagal Cheftrainer: Reinaldo Rueda ( Kolumbien) | Chile | Aufstellung Japan gegen Chile |
| Japan                                                                     | 0:1 Pulgar (19.) 0:2 Vargas (54.) 0:3 A. Sánchez (82.) 0:4 Vargas (83.) | | Chile | Aufstellung Japan gegen Chile |
| Japan                                                                     | Hara (19.), Nakayama (21.) | Opazo (90.) | Chile | Aufstellung Japan gegen Chile |
| Japan                                                                     | Spieler des Spiels: Alexis Sánchez | | Chile | Aufstellung Japan gegen Chile |
| 1. Spieltag                                                               | | |       |                               |
| 17. Juni 2019 um 20:00 Uhr (18. Juni 2019 um 01:00 Uhr MESZ) in São Paulo | | |       |                               |
| Zuschauer: 23.253                                                         | | |       |                               |
| Schiedsrichter: Mario Díaz de Vivar ( Paraguay)                           | | |       |                               |
| Spielbericht                                                              | | |       |                               |

#### Uruguay – Japan 2:2 (1:1)
| Uruguay                                                                      | Uruguay | Japan | Japan | Aufstellung                     |
| ---------------------------------------------------------------------------- | --- | --- | ----- | ------------------------------- |
| Uruguay                                                                      | \| 2. Spieltag \| \| 20. Juni 2019 um 20:00 Uhr (21. Juni 2019 um 01:00 Uhr MESZ) in Porto Alegre \| \| Schiedsrichter: Andrés Rojas ( Kolumbien) \| \| Spielbericht \| | \| 2. Spieltag \| \| 20. Juni 2019 um 20:00 Uhr (21. Juni 2019 um 01:00 Uhr MESZ) in Porto Alegre \| \| Schiedsrichter: Andrés Rojas ( Kolumbien) \| \| Spielbericht \| | Japan | Aufstellung Uruguay gegen Japan |
| Uruguay                                                                      | Fernando Muslera – Martín Cáceres, José Giménez, Diego Godín , Diego Laxalt 28. – Nahitan Nández 60., Lucas Torreira, Rodrigo Bentancur, Nicolás Lodeiro 73. – Luis Suárez, Edinson Cavani Reserve Giovanni González 28., Giorgian De Arrascaeta 60., Federico Valverde 73., Martín Campaña, Martín Silva, Matías Vecino, Cristhian Stuani, Gastón Pereiro, Marcelo Saracchi, Maximiliano Gómez, Sebastián Coates, Jonathan Rodríguez Cheftrainer: Óscar Tabárez | Eiji Kawashima – Kō Itakura, Naomichi Ueda , Takehiro Tomiyasu, Tomoki Iwata 87., Daiki Sugioka – Kōji Miyoshi 83., Gaku Shibasaki, Shōya Nakajima – Shinji Okazaki, Hiroki Abe 67. Reserve Ayase Ueda 67., Takefusa Kubo 83., Yūgo Tatsuta 87., Keisuke Ōsako, Ryōsuke Kojima, Yūta Nakayama, Tatsuya Itō, Daizen Maeda, Teruki Hara, Daiki Suga, Taishi Matsumoto Cheftrainer: Hajime Moriyasu | Japan | Aufstellung Uruguay gegen Japan |
| Uruguay                                                                      | 1:1 Luis Suárez (32.) 2:2 José Giménez (66.) | 0:1 Miyoshi (25.) 1:2 Miyoshi (59.) | Japan | Aufstellung Uruguay gegen Japan |
| Uruguay                                                                      | Ueda (31.), Nakajima (78.) | | Japan | Aufstellung Uruguay gegen Japan |
| Uruguay                                                                      | Spieler des Spiels: Kōji Miyoshi | | Japan | Aufstellung Uruguay gegen Japan |
| 2. Spieltag                                                                  | | |       |                                 |
| 20. Juni 2019 um 20:00 Uhr (21. Juni 2019 um 01:00 Uhr MESZ) in Porto Alegre | | |       |                                 |
| Schiedsrichter: Andrés Rojas ( Kolumbien)                                    | | |       |                                 |
| Spielbericht                                                                 | | |       |                                 |

#### Ecuador – Chile 1:2 (1:1)
| Ecuador                                                                  | Ecuador | Chile | Chile | Aufstellung                     |
| ------------------------------------------------------------------------ | --- | --- | ----- | ------------------------------- |
| Ecuador                                                                  | \| 2. Spieltag \| \| 21. Juni 2019 um 20:00 Uhr (22. Juni 2019 um 01:00 Uhr MESZ) in Salvador \| \| Zuschauer: 14.727 \| \| Schiedsrichter: Patricio Loustau ( Argentinien) \| \| Spielbericht \| | \| 2. Spieltag \| \| 21. Juni 2019 um 20:00 Uhr (22. Juni 2019 um 01:00 Uhr MESZ) in Salvador \| \| Zuschauer: 14.727 \| \| Schiedsrichter: Patricio Loustau ( Argentinien) \| \| Spielbericht \| | Chile | Aufstellung Ecuador gegen Chile |
| Ecuador                                                                  | Alexander Domínguez – Pedro Pablo Velasco, Robert Arboleda, Gabriel Achilier, Cristian Ramírez – Jhegson Méndez 60., Jefferson Orejuela, Carlos Gruezo – Ángel Mena 82., Enner Valencia , Romario Ibarra 69. Reserve Antonio Valencia 60., Carlos Garcés 69., Ayrton Preciado 82., Máximo Banguera, Pedro Ortíz, Arturo Mina, Xavier Arreaga, Beder Caicedo, Jefferson Intriago, Andrés Chicaiza Cheftrainer: Hernán Darío Gómez ( Kolumbien) | Gabriel Arias – Mauricio Isla, Gary Medel , Guillermo Maripán, Jean Beausejour – Arturo Vidal 90+2., Erick Pulgar, Charles Aránguiz – Alexis Sánchez, Eduardo Vargas 86., José Pedro Fuenzalida 70. Reserve Paulo Díaz 70., Pablo Hernández 86., Gonzalo Jara 90+2., Yerko Urra, Brayan Cortés, Igor Lichnovsky, Nicolás Castillo, Diego Valdés, Esteban Pavez, Junior Fernándes, Óscar Opazo, Ángelo Sagal Cheftrainer: Reinaldo Rueda ( Kolumbien) | Chile | Aufstellung Ecuador gegen Chile |
| Ecuador                                                                  | 1:1 Valencia (26., Elfmeter) | 0:1 Fuenzalida (8.) 1:2 Sánchez (51.) | Chile | Aufstellung Ecuador gegen Chile |
| Ecuador                                                                  | Méndez (3.), Ibarra (69.), Arboleda (78.), Gruezo (81.), Velasco (90.+6) | Arias (44.), Beausejour (52.), Isla (82.), Vidal (86.) | Chile | Aufstellung Ecuador gegen Chile |
| Ecuador                                                                  | Gabriel Achilier (89.) | | Chile | Aufstellung Ecuador gegen Chile |
| Ecuador                                                                  | Spieler des Spiels: Alexis Sánchez | | Chile | Aufstellung Ecuador gegen Chile |
| 2. Spieltag                                                              | | |       |                                 |
| 21. Juni 2019 um 20:00 Uhr (22. Juni 2019 um 01:00 Uhr MESZ) in Salvador | | |       |                                 |
| Zuschauer: 14.727                                                        | | |       |                                 |
| Schiedsrichter: Patricio Loustau ( Argentinien)                          | | |       |                                 |
| Spielbericht                                                             | | |       |                                 |

#### Chile – Uruguay 0:1 (0:0)
| Chile                                                                          | Chile | Uruguay | Uruguay |
| ------------------------------------------------------------------------------ | --- | --- | ------- |
| Chile                                                                          | \| 3. Spieltag \| \| 24. Juni 2019 um 20:00 Uhr (25. Juni 2019 um 01:00 Uhr MESZ) in Rio de Janeiro \| \| Zuschauer: 57.442 \| \| Schiedsrichter: Raphael Claus ( Brasilien) \| \| Spielbericht \| | \| 3. Spieltag \| \| 24. Juni 2019 um 20:00 Uhr (25. Juni 2019 um 01:00 Uhr MESZ) in Rio de Janeiro \| \| Zuschauer: 57.442 \| \| Schiedsrichter: Raphael Claus ( Brasilien) \| \| Spielbericht \| | Uruguay |
| Chile                                                                          | Gabriel Arias – Guillermo Maripán, Gonzalo Jara 90., Gary Medel 55. – Erick Pulgar – Óscar Opazo, Paulo Díaz – Pablo Hernández, Charles Aránguiz – Alexis Sánchez, Eduardo Vargas 77. Reserve Igor Lichnovsky 55., Junior Fernándes 77., Nicolás Castillo 90., Yerko Urra, Brayan Cortés, Mauricio Isla, José Pedro Fuenzalida, Arturo Vidal, Diego Valdés, Esteban Pavez, Jean Beausejour, Ángelo Sagal Cheftrainer: Reinaldo Rueda ( Kolumbien) | Fernando Muslera – Giovanni González, José Giménez, Diego Godín , Martín Cáceres – Federico Valverde 90+2., Rodrigo Bentancur – Giorgian De Arrascaeta 76., Nicolás Lodeiro 46. – Edinson Cavani, Luis Suárez Reserve Nahitan Nández 46., Jonathan Rodríguez 76., Sebastián Coates 90+2., Martín Campaña, Martín Silva, Cristhian Stuani, Marcelo Saracchi, Lucas Torreira, Gastón Pereiro, Diego Laxalt, Maximiliano Gómez Cheftrainer: Óscar Tabárez | Uruguay |
| Chile                                                                          | 0:1 Cavani (82.) | | Uruguay |
| Chile                                                                          | González (70.) | | Uruguay |
| Chile                                                                          | Spieler des Spiels: Edinson Cavani (Uruguay) | | Uruguay |
| 3. Spieltag                                                                    | | |         |
| 24. Juni 2019 um 20:00 Uhr (25. Juni 2019 um 01:00 Uhr MESZ) in Rio de Janeiro | | |         |
| Zuschauer: 57.442                                                              | | |         |
| Schiedsrichter: Raphael Claus ( Brasilien)                                     | | |         |
| Spielbericht                                                                   | | |         |

#### Ecuador – Japan 1:1 (1:1)
| Ecuador                                                                        | Ecuador | Japan | Japan |
| ------------------------------------------------------------------------------ | --- | --- | ----- |
| Ecuador                                                                        | \| 3. Spieltag \| \| 24. Juni 2019 um 20:00 Uhr (25. Juni 2019 um 01:00 Uhr MESZ) in Belo Horizonte \| \| Zuschauer: 7.623 \| \| Schiedsrichter: Jesús Valenzuela ( Venezuela) \| \| Spielbericht \| | \| 3. Spieltag \| \| 24. Juni 2019 um 20:00 Uhr (25. Juni 2019 um 01:00 Uhr MESZ) in Belo Horizonte \| \| Zuschauer: 7.623 \| \| Schiedsrichter: Jesús Valenzuela ( Venezuela) \| \| Spielbericht \| | Japan |
| Ecuador                                                                        | Alexander Domínguez – Cristian Ramírez, Robert Arboleda, Arturo Mina, Pedro Pablo Velasco – Carlos Gruezo – Romario Ibarra 83., Jhegson Méndez 46., Jefferson Orejuela, Ángel Mena 69. – Enner Valencia Reserve Ayrton Preciado 46., Andrés Chicaiza 74., Antonio Valencia 83., Máximo Banguera, Pedro Ortíz, Carlos Garcés, Xavier Arreaga, Jefferson Intriago, Beder Caicedo, José Quintero Cheftrainer: Hernán Darío Gómez ( Kolumbien) | Eiji Kawashima – Tomoki Iwata, Naomichi Ueda, Takehiro Tomiyasu, Daiki Sugioka – Kōji Miyoshi 82., Gaku Shibasaki , Kō Itakura 88., Shōya Nakajima – Takefusa Kubo, Shinji Okazaki 66. Reserve Ayase Ueda 66., Hiroki Abe 82., Daizen Maeda 88., Keisuke Ōsako, Ryōsuke Kojima, Yūta Nakayama, Kōta Watanabe, Tatsuya Itō, Teruki Hara, Daiki Suga, Taishi Matsumoto, Yūgo Tatsuta Cheftrainer: Hajime Moriyasu | Japan |
| Ecuador                                                                        | 1:1 Mena (35.) | 0:1 Nakajima (15.) | Japan |
| Ecuador                                                                        | Arboleda (72.), A. Valencia (83.), Chicaiza (89.), | Tomiyasu (31.) | Japan |
| Ecuador                                                                        | Spieler des Spiels: Shōya Nakajima | | Japan |
| 3. Spieltag                                                                    | | |       |
| 24. Juni 2019 um 20:00 Uhr (25. Juni 2019 um 01:00 Uhr MESZ) in Belo Horizonte | | |       |
| Zuschauer: 7.623                                                               | | |       |
| Schiedsrichter: Jesús Valenzuela ( Venezuela)                                  | | |       |
| Spielbericht                                                                   | | |       |

## Finalrunde

### Viertelfinale

#### Brasilien – Paraguay 0:0, 4:3 i. E.
| Brasilien                                                                    | Brasilien | Paraguay | Paraguay | Aufstellung                          |
| ---------------------------------------------------------------------------- | --- | --- | -------- | ------------------------------------ |
| Brasilien                                                                    | \| 27. Juni 2019 um 21:30 Uhr (28. Juni 2019 um 02:30 Uhr MESZ) in Porto Alegre \| \| Zuschauer: 44.902 \| \| Schiedsrichter: Roberto Tobar ( Chile) \| \| Spielbericht \| | \| 27. Juni 2019 um 21:30 Uhr (28. Juni 2019 um 02:30 Uhr MESZ) in Porto Alegre \| \| Zuschauer: 44.902 \| \| Schiedsrichter: Roberto Tobar ( Chile) \| \| Spielbericht \| | Paraguay | Aufstellung Brasilien gegen Paraguay |
| Brasilien                                                                    | Alisson – Dani Alves 85., Marquinhos, Thiago Silva, Filipe Luís 46. – Arthur, Allan 71. – Gabriel Jesus, Everton, Philippe Coutinho – Roberto Firmino Reserve Alex Sandro 46., Willian 71., Lucas Paquetá 85., Ederson, Cássio Ramos, João Miranda, David Neres, Éder Militão, Fagner Cheftrainer: Tite | R. Fernández – Iván Piris, Gustavo Gómez, Fabián Balbuena, Júnior Alonso, Santiago Arzamendia 61. – Derlis Gonzáles, Richard Sánchez 78., Celso Ortiz, Hernán Perez 74. – Almirón Reserve Bruno Valdez 61., Rodrigo Rojas 74., Juan Escobar 78., Antony Silva, Alfredo Aguilar, Óscar Cardozo, Federico Santander, Juan Iturbe, Iván Torres, Cecilio Domínguez, Matías Rojas, Óscar Romero Cheftrainer: Eduardo Berizzo ( Argentinien) | Paraguay | Aufstellung Brasilien gegen Paraguay |
| Brasilien                                                                    | Elfmeterschießen | | Paraguay | Aufstellung Brasilien gegen Paraguay |
| Brasilien                                                                    | 1:0 Willian 2:1 Marquinhos 3:2 Coutinho Firmino 4:3 Jesus | Gómez 1:1 Almirón 2:2 Valdez 3:3 R. Rojas Gonzáles | Paraguay | Aufstellung Brasilien gegen Paraguay |
| Brasilien                                                                    | Filipe Luís (44.), Firmino (47.), Arthur (84.), | Arzamendia (30.), Iván Piris (34.), Júnior Alonso (37.) | Paraguay | Aufstellung Brasilien gegen Paraguay |
| Brasilien                                                                    | Balbuena (58.) | | Paraguay | Aufstellung Brasilien gegen Paraguay |
| Brasilien                                                                    | Spieler des Spiels: R. Fernández | | Paraguay | Aufstellung Brasilien gegen Paraguay |
| 27. Juni 2019 um 21:30 Uhr (28. Juni 2019 um 02:30 Uhr MESZ) in Porto Alegre | | |          |                                      |
| Zuschauer: 44.902                                                            | | |          |                                      |
| Schiedsrichter: Roberto Tobar ( Chile)                                       | | |          |                                      |
| Spielbericht                                                                 | | |          |                                      |

#### Venezuela – Argentinien 0:2 (0:1)
| Venezuela                                                     | Venezuela | Argentinien | Argentinien |
| ------------------------------------------------------------- | --- | --- | ----------- |
| Venezuela                                                     | \| 28. Juni 2019 um 16:00 Uhr (21:00 Uhr MESZ) in Rio de Janeiro \| \| Zuschauer: 50.094 \| \| Schiedsrichter: Wilmar Roldán ( Kolumbien) \| \| Spielbericht \| | \| 28. Juni 2019 um 16:00 Uhr (21:00 Uhr MESZ) in Rio de Janeiro \| \| Zuschauer: 50.094 \| \| Schiedsrichter: Wilmar Roldán ( Kolumbien) \| \| Spielbericht \| | Argentinien |
| Venezuela                                                     | Wuilker Faríñez – Ronald Hernández, Jhon Chancellor, Luis Mago 55., Roberto Rosales 82. – Júnior Moreno – Jhon Murillo, Yangel Herrera, Tomás Rincón , Darwin Machís 70. – Salomón Rondón Reserve Yeferson Soteldo 55., Josef Martínez 70., Luis Manuel Seijas 82., Rafael Romo, Joel Graterol, Yordan Osorio, Fernando Aristeguieta, Jefferson Savarino, Juanpi, Rolf Feltscher Cheftrainer: Rafael Dudamel | Franco Armani – Juan Foyth, Germán Pezzella, Nicolás Otamendi, Nicolás Tagliafico – Leandro Paredes – Rodrigo de Paul, Marcos Acuña 67. – Lionel Messi – Lautaro Martínez 63., Sergio Agüero 84. Reserve Ángel Di María 63., Giovani Lo Celso 67., Paulo Dybala 84., Juan Musso, Agustín Marchesín, Renzo Saravia, Roberto Pereyra, Ramiro Funes Mori, Milton Casco, Guido Pizarro, Guido Rodríguez, Matías Suárez Cheftrainer: Lionel Scaloni | Argentinien |
| Venezuela                                                     | 0:1 Martínez (10.) 0:2 Lo Celso (74.) | | Argentinien |
| Venezuela                                                     | Rincón (11.), Herrera (15.), Rondón (43.), Soteldo (90.+4) | L. Martínez (15.), Acuña (41.) | Argentinien |
| Venezuela                                                     | Spieler des Spiels: Lautaro Martínez (Argentinien) | | Argentinien |
| 28. Juni 2019 um 16:00 Uhr (21:00 Uhr MESZ) in Rio de Janeiro | | |             |
| Zuschauer: 50.094                                             | | |             |
| Schiedsrichter: Wilmar Roldán ( Kolumbien)                    | | |             |
| Spielbericht                                                  | | |             |

#### Kolumbien – Chile 0:0, 4:5 i. E.
| Kolumbien                                                                 | Kolumbien | Chile | Chile |
| ------------------------------------------------------------------------- | --- | --- | ----- |
| Kolumbien                                                                 | \| 28. Juni 2019 um 20:00 Uhr (29. Juni 2019 um 01:00 Uhr MESZ) in São Paulo \| \| Zuschauer: 44.062 \| \| Schiedsrichter: Néstor Pitana ( Argentinien) \| \| Spielbericht \| | \| 28. Juni 2019 um 20:00 Uhr (29. Juni 2019 um 01:00 Uhr MESZ) in São Paulo \| \| Zuschauer: 44.062 \| \| Schiedsrichter: Néstor Pitana ( Argentinien) \| \| Spielbericht \| | Chile |
| Kolumbien                                                                 | David Ospina – William Tesillo, Davinson Sánchez, Yerry Mina, Stefan Medina – Mateus Uribe 66., Wílmar Barrios, Juan Cuadrado – Roger Martínez 80., Radamel Falcao 76., James Rodríguez Reserve Edwin Cardona 66., Duván Zapata 76., Luis Fernando Díaz 80., Camilo Vargas, Álvaro Montero, Santiago Arias, Jefferson Lerma, Cristian Borja, Gustavo Cuéllar, Cristian Zapata, Jhon Lucumí Cheftrainer: Carlos Queiroz ( Portugal) | Gabriel Arias – Mauricio Isla, Gary Medel , Guillermo Maripán, Jean Beausejour – Arturo Vidal, Erick Pulgar, Charles Aránguiz – José Pedro Fuenzalida 74., Eduardo Vargas, Alexis Sánchez Reserve Esteban Pavez 74., Yerko Urra, Brayan Cortés, Igor Lichnovsky, Paulo Díaz, Nicolás Castillo, Diego Valdés, Pablo Hernández, Gonzalo Jara, Junior Fernándes, Óscar Opazo, Ángelo Sagal Cheftrainer: Reinaldo Rueda ( Kolumbien) | Chile |
| Kolumbien                                                                 | Elfmeterschießen | | Chile |
| Kolumbien                                                                 | 1:0 Rodríguez 2:1 Cardona 3:2 Cuadrado 4:3 Mina Tesillo | 1:1 Vidal 2:2 Vargas 3:3 Pulgar 4:4 Aránguiz 4:5 Sánchez | Chile |
| Kolumbien                                                                 | Medina (43.), Cuadrado (69.), Rodríguez (87.) | Aránguiz (7.), Vidal (58.) | Chile |
| Kolumbien                                                                 | Spieler des Spiels: Arturo Vidal | | Chile |
| 28. Juni 2019 um 20:00 Uhr (29. Juni 2019 um 01:00 Uhr MESZ) in São Paulo | | |       |
| Zuschauer: 44.062                                                         | | |       |
| Schiedsrichter: Néstor Pitana ( Argentinien)                              | | |       |
| Spielbericht                                                              | | |       |

#### Uruguay – Peru 0:0, 4:5 i. E.
| Uruguay                                                 | Uruguay | Peru | Peru |
| ------------------------------------------------------- | --- | --- | ---- |
| Uruguay                                                 | \| 29. Juni 2019 um 16:00 Uhr (21:00 Uhr MESZ) in Salvador \| \| Zuschauer: 21.180 \| \| Schiedsrichter: Wilton Sampaio ( Brasilien) \| | \| 29. Juni 2019 um 16:00 Uhr (21:00 Uhr MESZ) in Salvador \| \| Zuschauer: 21.180 \| \| Schiedsrichter: Wilton Sampaio ( Brasilien) \| | Peru |
| Uruguay                                                 | Fernando Muslera – Martín Cáceres, Diego Godín , José Giménez, Giovanni González – Giorgian De Arrascaeta, Rodrigo Bentancur, Federico Valverde 90+7., Nahitan Nández 57. – Edinson Cavani, Luis Suárez Reserve Lucas Torreira 57., Cristhian Stuani 90+7., Martín Campaña, Martín Silva, Nicolás Lodeiro, Marcelo Saracchi, Gastón Pereiro, Diego Laxalt, Maximiliano Gómez, Sebastián Coates, Jonathan Rodríguez Cheftrainer: Óscar Tabárez | Pedro Gallese – Luis Advíncula, Carlos Zambrano, Luis Abram, Miguel Trauco – Renato Tapia, Yoshimar Yotún – André Carrillo 75., Christian Cueva 85., Edison Flores – Paolo Guerrero Reserve Christofer Gonzáles 75., Raúl Ruidíaz 85., Carlos Cáceda, Patricio Álvarez, Aldo Corzo, Anderson Santamaría, Miguel Araújo, Josepmir Ballón, Andy Polo, Jesús Pretell, Alexander Callens Cheftrainer: Ricardo Gareca ( Argentinien) | Peru |
| Uruguay                                                 | Elfmeterschießen | | Peru |
| Uruguay                                                 | Suárez 1:1 Cavani 2:2 Stuani 3:3 Bentancur 4:4 Torreira | 0:1 Guerrero 1:2 Ruidíaz 2:3 Yotún 3:4 Advíncula 4:5 Flores | Peru |
| Uruguay                                                 | Godín (33.), Valverde (70.) | Zambrano (49.), Cueva (63.) | Peru |
| Uruguay                                                 | Spieler des Spiels: Pedro Gallese | | Peru |
| 29. Juni 2019 um 16:00 Uhr (21:00 Uhr MESZ) in Salvador | | |      |
| Zuschauer: 21.180                                       | | |      |
| Schiedsrichter: Wilton Sampaio ( Brasilien)             | | |      |

### Halbfinale

#### Brasilien – Argentinien 2:0 (1:0)
| Brasilien                                                                    | Brasilien | Argentinien | Argentinien | Aufstellung                             |
| ---------------------------------------------------------------------------- | --- | --- | ----------- | --------------------------------------- |
| Brasilien                                                                    | \| 2. Juli 2019 um 21:30 Uhr (3. Juli 2019 um 02:30 Uhr MESZ) in Belo Horizonte \| \| Zuschauer: 55.947 \| \| Schiedsrichter: Roddy Zambrano ( Ecuador) \| \| Spielbericht \| | \| 2. Juli 2019 um 21:30 Uhr (3. Juli 2019 um 02:30 Uhr MESZ) in Belo Horizonte \| \| Zuschauer: 55.947 \| \| Schiedsrichter: Roddy Zambrano ( Ecuador) \| \| Spielbericht \| | Argentinien | Aufstellung Brasilien gegen Argentinien |
| Brasilien                                                                    | Alisson – Dani Alves , Marquinhos 64., Thiago Silva, Alex Sandro – Casemiro, Arthur – Gabriel Jesus 80., Philippe Coutinho, Everton 46. – Roberto Firmino Reserve Willian 46., João Miranda 64., Allan 80., Ederson, Cássio Ramos, Filipe Luís, David Neres, Éder Militão, Fernandinho, Lucas Paquetá, Richarlison, Fagner Cheftrainer: Tite | Franco Armani – Juan Foyth, Germán Pezzella, Nicolás Otamendi, Nicolás Tagliafico 85. – Rodrigo de Paul 67., Leandro Paredes, Marcos Acuña 59. – Lionel Messi – Lautaro Martínez, Sergio Agüero Reserve Ángel Di María 59., Giovani Lo Celso 67., Paulo Dybala 85., Juan Musso, Agustín Marchesín, Renzo Saravia, Roberto Pereyra, Ramiro Funes Mori, Milton Casco, Guido Pizarro, Guido Rodríguez, Matías Suárez Cheftrainer: Lionel Scaloni | Argentinien | Aufstellung Brasilien gegen Argentinien |
| Brasilien                                                                    | 1:0 Jesus (19.) 2:0 Firmino (71.) | | Argentinien | Aufstellung Brasilien gegen Argentinien |
| Brasilien                                                                    | Dani Alves (40.), Allan (80.) | Tagliafico (9.), Acuña (40.), Foyth (56.) | Argentinien | Aufstellung Brasilien gegen Argentinien |
| Brasilien                                                                    | Spieler des Spiels: Dani Alves | | Argentinien | Aufstellung Brasilien gegen Argentinien |
| 2. Juli 2019 um 21:30 Uhr (3. Juli 2019 um 02:30 Uhr MESZ) in Belo Horizonte | | |             |                                         |
| Zuschauer: 55.947                                                            | | |             |                                         |
| Schiedsrichter: Roddy Zambrano ( Ecuador)                                    | | |             |                                         |
| Spielbericht                                                                 | | |             |                                         |

#### Chile – Peru 0:3 (0:2)
| Chile                                                                      | Chile | Peru | Peru |
| -------------------------------------------------------------------------- | --- | --- | ---- |
| Chile                                                                      | \| 3. Juli 2019 um 21:30 Uhr (4. Juli 2019 um 02:30 Uhr MESZ) in Porto Alegre \| \| Zuschauer: 33.058 \| \| Schiedsrichter: Wilmar Roldán ( Kolumbien) \| \| Spielbericht \| | \| 3. Juli 2019 um 21:30 Uhr (4. Juli 2019 um 02:30 Uhr MESZ) in Porto Alegre \| \| Zuschauer: 33.058 \| \| Schiedsrichter: Wilmar Roldán ( Kolumbien) \| \| Spielbericht \| | Peru |
| Chile                                                                      | Gabriel Arias – Jean Beausejour, Guillermo Maripán 89., Gary Medel , Mauricio Isla – Arturo Vidal, Erick Pulgar, Charles Aránguiz – Alexis Sánchez, Eduardo Vargas, José Pedro Fuenzalida 46. Reserve Ángelo Sagal 46., Nicolás Castillo 89., Yerko Urra, Brayan Cortés, Igor Lichnovsky, Paulo Díaz, Esteban Pavez, Diego Valdés, Pablo Hernández, Gonzalo Jara, Junior Fernándes, Óscar Opazo Cheftrainer: Reinaldo Rueda ( Kolumbien) | Pedro Gallese – Luis Advíncula, Carlos Zambrano, Luis Abram, Miguel Trauco – Renato Tapia, Yoshimar Yotún – André Carrillo 71., Christian Cueva 80., Edison Flores 50. – Paolo Guerrero Reserve Christofer Gonzáles 50., Andy Polo 71., Josepmir Ballón 80., Carlos Cáceda, Patricio Álvarez, Aldo Corzo, Anderson Santamaría, Miguel Araújo, Raúl Ruidíaz, Jesús Pretell, Alexander Callens Cheftrainer: Ricardo Gareca ( Argentinien) | Peru |
| Chile                                                                      | 0:1 Flores (21.) 0:2 Yotún (38.) 0:3 Guerrero (90.+1') | | Peru |
| Chile                                                                      | Pulgar (74.), Sagal (86.) | Advíncula (72.) | Peru |
| Chile                                                                      | Spieler des Spiels: Pedro Gallese | | Peru |
| 3. Juli 2019 um 21:30 Uhr (4. Juli 2019 um 02:30 Uhr MESZ) in Porto Alegre | | |      |
| Zuschauer: 33.058                                                          | | |      |
| Schiedsrichter: Wilmar Roldán ( Kolumbien)                                 | | |      |
| Spielbericht                                                               | | |      |

### Spiel um Platz 3

#### Argentinien – Chile 2:1 (2:0)
| Argentinien                                             | Argentinien | Chile | Chile |
| ------------------------------------------------------- | --- | --- | ----- |
| Argentinien                                             | \| 6. Juli 2019 um 16:00 Uhr (21:00 Uhr MESZ) in São Paulo \| \| Zuschauer: 44.269 \| \| Schiedsrichter: Mario Díaz de Vivar ( Paraguay) \| \| Spielbericht \| | \| 6. Juli 2019 um 16:00 Uhr (21:00 Uhr MESZ) in São Paulo \| \| Zuschauer: 44.269 \| \| Schiedsrichter: Mario Díaz de Vivar ( Paraguay) \| \| Spielbericht \| | Chile |
| Argentinien                                             | Franco Armani – Juan Foyth, Germán Pezzella, Nicolás Otamendi, Nicolás Tagliafico – Rodrigo de Paul, Leandro Paredes, Giovani Lo Celso 89. – Lionel Messi – Paulo Dybala 66., Sergio Agüero 80. Reserve Ángel Di María 66., Lautaro Martínez, Marcos Acuña, Juan Musso, Agustín Marchesín, Renzo Saravia, Roberto Pereyra, Ramiro Funes Mori 89., Milton Casco, Guido Pizarro, Guido Rodríguez, Matías Suárez 80. Cheftrainer: Lionel Scaloni | Gabriel Arias – Gonzalo Jara 49., Gary Medel , Paulo Díaz – Mauricio Isla, Arturo Vidal, Erick Pulgar, Charles Aránguiz 82., Jean Beausejour – Alexis Sánchez 16., Eduardo Vargas, Reserve Ángelo Sagal 46., Nicolás Castillo 82., Guillermo Maripán, Yerko Urra, Brayan Cortés, Igor Lichnovsky, Paulo Díaz, Esteban Pavez, Diego Valdés, Pablo Hernández, Junior Fernándes 16., Óscar Opazo, José Pedro Fuenzalida Cheftrainer: Reinaldo Rueda ( Kolumbien) | Chile |
| Argentinien                                             | 1:0 Aguero (12.) 2:0 Dybala (22.) | 2:1 Vidal (59., Elfmeter) | Chile |
| Argentinien                                             | Giovani Lo Celso (57.), Leandro Paredes (62.), Juan Foyth (78.), Nicolás Tagliafico (90.+2) | Jean Beausejour (15.), Arturo Vidal (25.), Erick Pulgar (45.) | Chile |
| Argentinien                                             | Lionel Messi (36.) | Gary Medel (36.) | Chile |
| Argentinien                                             | Spieler des Spiels: Paulo Dybala | | Chile |
| 6. Juli 2019 um 16:00 Uhr (21:00 Uhr MESZ) in São Paulo | | |       |
| Zuschauer: 44.269                                       | | |       |
| Schiedsrichter: Mario Díaz de Vivar ( Paraguay)         | | |       |
| Spielbericht                                            | | |       |

### Finale

#### Brasilien – Peru 3:1 (2:1)
| Brasilien                                                    | Brasilien | Peru | Peru | Aufstellung                      |
| ------------------------------------------------------------ | --- | --- | ---- | -------------------------------- |
| Brasilien                                                    | \| 7. Juli 2019 um 17:00 Uhr (22:00 Uhr MESZ) in Rio de Janeiro \| \| Schiedsrichter: Roberto Tobar ( Chile) \| \| Spielbericht \| | \| 7. Juli 2019 um 17:00 Uhr (22:00 Uhr MESZ) in Rio de Janeiro \| \| Schiedsrichter: Roberto Tobar ( Chile) \| \| Spielbericht \| | Peru | Aufstellung Brasilien gegen Peru |
| Brasilien                                                    | Alisson – Dani Alves , Marquinhos, Thiago Silva, Alex Sandro – Casemiro, Arthur – Gabriel Jesus, Philippe Coutinho 77., Everton 90+3. – Roberto Firmino 75. Reserve Willian, João Miranda, Allan 90+3., Ederson, Cássio Ramos, Filipe Luís, David Neres, Éder Militão 77., Fernandinho, Lucas Paquetá, Richarlison 75., Fagner Cheftrainer: Tite | Pedro Gallese – Luis Advíncula, Carlos Zambrano, Luis Abram, Miguel Trauco – Renato Tapia 82., Yoshimar Yotún 78. – André Carrillo 86., Christian Cueva, Edison Flores – Paolo Guerrero Reserve Christofer Gonzáles 82., Andy Polo 86., Josepmir Ballón, Carlos Cáceda, Patricio Álvarez, Aldo Corzo, Anderson Santamaría, Miguel Araújo, Raúl Ruidíaz 78., Jesús Pretell, Alexander Callens Cheftrainer: Ricardo Gareca ( Argentinien) | Peru | Aufstellung Brasilien gegen Peru |
| Brasilien                                                    | 1:0 Everton (15.) 2:1 Gabriel Jesus (45.+3') 3:1 Richarlison (90., Handelfmeter) | 1:1 Guerrero (44., Handelfmeter) | Peru | Aufstellung Brasilien gegen Peru |
| Brasilien                                                    | Jesus (30.), Thiago Silva (53.), Richarlison (90.+1) | Tapia (49.), Zambrano (68.), Advíncula (84.) | Peru | Aufstellung Brasilien gegen Peru |
| Brasilien                                                    | Jesus (70.) | | Peru | Aufstellung Brasilien gegen Peru |
| Brasilien                                                    | Spieler des Spiels: Everton | | Peru | Aufstellung Brasilien gegen Peru |
| 7. Juli 2019 um 17:00 Uhr (22:00 Uhr MESZ) in Rio de Janeiro | | |      |                                  |
| Schiedsrichter: Roberto Tobar ( Chile)                       | | |      |                                  |
| Spielbericht                                                 | | |      |                                  |